# Ахмед Решид бей
Ахмед Решид бей (на турски: Ahmed Reşid Bey, Ahmet Reşit Bey) е османски офицер и чиновник.

## Биография
Роден е в 1870 година. От декември 1906 до януари 1907 година е валия в Битоля. В 1907 година е валия в Анкара, в 1908 - 1909 - в Алепо, а в 1912 година - в Смирна. В 1912 - 1913, 1919 и 1920 година е министър на вътрешните работи. От април до май 1920 година е и председател на Държавния съвет.
При въвеждането на фамилиите в 1934 г. приема името Рей (Rey). Умира в 1955 година.